# Tancrède Abraham
Tancrède Abraham (Vitré, 7 gennaio 1836 – Parigi, 10 aprile 1895) è stato un pittore e incisore francese.

## Biografia
Durante la formazione fu allievo di Jules Noël e François Henri Nazon; a partire dal 1863 espose a Parigi e venne nominato curatore del museo di Château-Gontier. Fu autore di paesaggi a olio e ad acquerelli dalla luminosità sempre notevole, oltre che di numerose stampe generalmente tratte dai suoi stessi disegni.
Alcune stampe di Abraham sono conservate dal Metropolitan Museum of Art di New York.